# Párizs-ágyú
A Párizs-ágyú az első világháború híres óriáslövege. Az ágyút, amelyet a Krupp-művek fejlesztett ki és gyártott le, 1918. március 23-án vetették be először Párizs ellen.

## Története
A Párizs-ágyút a Krupp-művek készítette, melynek előzménye az 1890-ben elkészült 355,6 mm-es űrméretű partvédő ágyú volt. Ez egy 169 kg-os lövedéket 800 m/s kezdősebességgel lőtte ki. Az 1910-es évekre a fejlesztésekkel sikerült egy 210 mm űrméretű ágyúval 12 500 m lőtávolságra ellőni. A 140 kg-os lövedékhez 40 kg lőport kellett használni, így a lövedék kezdősebessége 840 m/s volt.
Előbb 240 mm-es ágyúkat készítettek partvédő, vasúti-, illetve hajóágyú kivitelben. Később a sorhajóknál 280 mm kaliberű hajóágyút áthelyezték vasúti kocsi vázára, így vasúti lövegként is használhatták. Ez a löveg szokásos lövedékkel 38 700 m távolságra tudott ellőni, 760 kg-os gránáttal pedig ez a távolság elérhette a 47 500 m-t is.
Erich Ludendorff tábornok kezdeményezte ezen ágyúk szárazföldi bevetését, így a hadsereg felkérte a Krupp műveket egy 100 km lőtávolságú ágyú kifejlesztésére. Ezt később módosították – a hadi helyzetnek megfelelően – előbb 120, majd 130 km-es lőtávra. Így végül megszületett a Párizs-ágyú.
A fegyverek tesztelését 1916 novemberében kezdték el, melyeket egy év múlva, 1917 őszén szállítottak a frontra. A három legyártott példányból kettőt vasbeton állásba szereltek, az utolsót pedig vasúti lövegtalpra helyezték. Ez utóbbiból sínekről tüzelhettek.
Párizs lövetésének első napján (1918. március 23.) 21 lövést adtak le, március 24-én pedig 22 lövést. Összesen 43 lövésből 12 nem Párizs területén csapódott be.

## Technikai információk
Mivel a cső teljes tömege 140 000 kg, a cső a saját súlya alatt meghajlott. Ezért egy önhordó csigasorral kellett egyenesben tartani. A lövedékei is speciálisak voltak, mondhatni egyedi gyártásúak, csak ehhez az ágyúhoz gyártották őket.
Az egyediséget a vezetőhornyok jelentették amit közvetlenül a lövedékbe marták. Így pontosan kellett illeszteni a cső huzagolásához.
A 104 kg-os lövedékeket lőttek ki, míg a lövedék hossza 900 mm volt. A töltényűrben 5–6 m hosszan elhelyezkedő lőportöltet mintegy 300 kg-ot tett ki. Ez megközelítőleg 0,01 s alatt égett el és kb. 3550 kp/cm² nyomást kifejtve juttatta ki a lövedéket.
A 37 m hosszú ágyúcső bázisa a 380 mm űrméretű hajóágyú csöve volt, ebbe egy 210 mm kaliberű betétcsövet tettek. A 37 m hossz a 380 mm-es cső 13 m-es hosszából adódott - háromszorozással, a csatlakozásokat is beleértve.
Ilyen igénybevétel mellett jelentős volt az egy lövés okozta csőkopás. Emiatt a lövedéktest palástjába mart vezetőhornyokat ehhez a kopáshoz is illeszteni kellett. Ezért az egyes ágyúk lövedékeit számozták a gyártás során, és minden ötödik lövés után eggyel nagyobb lövedéket kellett tölteni. Ez volt a másik indok, ami miatt a lövedékgyártásnak egyedinek kellett lennie.
Párizs város lövéséhez a cső emelkedési szöge 55°, a lövedék kezdősebessége pedig 1600 m/s nagyságú volt. Az ágyúszerű, hosszúcsövű löveggel ezért lőttek felső szögcsoporttal, mert így az elért röppálya tetőpont 38 400 m volt. Ezáltal a lövedék viszonylag hosszú utat tett meg a ritkább légrétegekben, és így érték el - a kisebb légellenállás miatt - a kívánt lőtávolságot. Az óriáslöveg lövedékeit fej- és fenékgyújtókkal egyaránt ellátták, hogy befulladás ne forduljon elő, és minden lövedék biztosan robbanjon.